# Negative Spaces
Negative Spaces è il sesto album in studio della cantante statunitense Poppy, pubblicato il 15 novembre 2024 su etichetta Sumerian Records. L'album è stato prodotto da Jordan Fish.
Il 23 ottobre 2024, Poppy annunciò che sarebbe stata in tour con la band giapponese Babymetal nel 2025 a maggio per l'Asia e l'Europa. La vendita dei biglietti iniziò il 25 ottobre. In seguito, la cantante annunciò un tour di supporto all'album, detto il They're All Aroud Us Tour. La vendita dei biglietti iniziò il 22 novembre 2024; il tour si svolgerà negli Stati Uniti fra l'11 marzo 2025 e il 23 aprile 2025.

## Descrizione
Il 27 ottobre 2023 uscì il suo quinto album, Zig. In diverse interviste, Poppy alluse ad un'ipotetica "seconda parte" dell'album, chiamata Zag. Il 31 maggio 2024, pubblicò un'immagine con delle parole provenienti dal testo di una canzone ancora non rivelata. Tre giorni dopo, il 3 giugno 2024, annunciò che il singolo New Way Out sarebbe uscito il giorno seguente. In un'intervista con NME, rivelò che il suo prossimo album era "dietro l'angolo".
Durante la première di New Way Out su BBC Radio 1, confermò che Jordan Fish dei Bring Me the Horizon avrebbe prodotto l'album. Il 17 settembreuscì il secondo singolo They're All Around Us; il 23 settembre la cantante annunciò sui suoi social l'album e la sua data di pubblicazione, oltre che alla sua cover. Il 23 ottobre ne rivelò la tracklist. Il 15 ottobre uscirono due brani provenienti da Negative Spaces, The Cost of Giving Up e Crystallized.
Video audio per l'album vennero caricati sul canale YouTube di Sumerian Records il 23 novembre 2024.

## Singoli
Sono stati pubblicati 4 singoli provenienti da Negative Spaces:
- New Way Out, uscito il 4 giugno 2024.
- They're All Around Us, uscito il 23 settembre 2024.
- The Cost of Giving Up e Crystallized, pubblicati il 15 ottobre 2024. Furono promossi sui social di Poppy con un'immagine della cantante con due bandiere da corsa in mano, alludendo al singolo doppio.

## Stile musicale
A livello musicale, l'album è stato descritto come alternative metal, metalcore, industriale, pop metal, rock alternativo, elettropop, synth pop, arena rock, nu metal, bubblegum pop, pop punk e hyperpop, con elementi di grunge, emo, space rock e tech-metal.

## Accoglienza
| Recensione           | Giudizio |
| -------------------- | -------- |
| 411Mania             | 9/10     |
| The A.V. Club        | B+       |
| Boolin Tunes         | 9.5/10   |
| Clash                | 8/10     |
| Distorted Sound      | 9/10     |
| DIY                  | 9/10     |
| The Guardian         |          |
| Kerrang!             |          |
| The Line of Best Fit | 8/10     |
| Metal Hammer         |          |

Negative Spaces è stato acclamato criticamente. Su Metacritic, che assegna un voto su 100 basandosi su critici mainstream, l'album ha un punteggio di 87 su 100, fondandosi su sei recensioni. Ryan Ciocco di 411Mania scrive "Negative Spaces vede Poppy consegnare un ritorno fedele alle sue tendenze metal di inizio decennio, ma anche... synth pop e suoni industriali. La sua voce o ti incanterà, spaventerà, oppure farà entrambe le cose... mentre l'esibizione degli strumentali è ottima... Poppy è il centro dell'attenzione." Ryan Reed di The A.V. Club chiama l'album "il suo set di brani più coerente finora." Nisrin Javer di Boolin Tunes, che recensì l'album prima della sua uscita, rivelò che presenta testi poetici e crudi, e suoni versatili che evidenziano tematiche sull'insicurezza, sulla crescita imperterrita e sulla lotta per la motivazione. Tom Morgan di Clash scrive "Una collezione d'impatto, stilosa e accessibile, Negative Spaces è musica per la nostra era digitale post-genere, post-tutto." Shania Richards di Distorted Sound dice "Questo album prova che Poppy è molto più di una vocalista metal, non è neanche una cantante pop divenuta metal, piuttosto si sta evolvendo in qualcosa che è molto più di tutto ciò."
Rishi Shah di DIY l'ha chiamato "Un capolavoro che mostra la sua abilità nel fondere palette sonore affidabili con nuovi trucchi audaci." Dave Simpson da The Guardian afferma "Sul suo sesto album, la star multi genere sembra avere una crisi d'identità - ma... chiaramente si fida dei suoi istinti." Emma Wilkes di Kerrang! affermò che il produttore dall'album, Jordan Fish, abbia una "schiacciante influenza sul suono dell'album" e che "a volte soffoca la distintività di Poppy". Ciononostante, comunque scrivono positivamente "Per quanto sparso sia... non si accontenta mai di muoversi per inerzia." Caitlin Chatterton di The Line of Best Fit lo chiama "un album disteso e sorprendente che prova che suoni heavy metal le stanno bene addosso." Merlin Alderslade di Metal Hammer scrive "Poppy ha deciso di affinare e concentrare le sue energie su un album metal completamente moderno, portando l'uomo dei Bring Me The Horizon Jordan Fish a fare il produttore" e l'ha chiamato "uno degli album più orecchiabili e coerenti del 2024."

## Tracce
Testi e musiche di Moriah Pereira, Jordan Fish e Stephen Harrison, eccetto dove indicato.
1. Have You Had Enough? – 3:38
2. The Cost of Giving Up – 3:18
3. They're All Around Us – 3:25
4. Yesterday – 0:48
5. Crystallized – 3:07 (Moriah Pereira, Jordan Fish)
6. Vital – 3:20
7. Push Go – 3:33
8. Nothing – 3:04
9. The Center's Falling Out – 2:25
10. Hey There – 1:29
11. Negative Spaces – 2:55
12. Surviving on Defiance – 3:28 (Moriah Pereira, Jordan Fish, Julian Gargiulo)
13. New Way Out – 3:23
14. Tomorrow – 0:52
15. Halo – 3:41 (Moriah Pereira, Jordan Fish)

## Formazione
- Poppy – voce
- Jordan Fish – produzione
- Zakk Cervini – missaggio, mastering
- Ralph Alexander Granter – batteria (eccetto tracce 4, 10, 13 e 14)
- Stephen Harrison – chitarra, assistenza alla produzione
- Julian Gargiulo – assistenza al missaggio e all'ingegneria del suono

## Date di pubblicazione
| Regioni | Data             | Formati                                     | Etichetta | Note                 |
| ------- | ---------------- | ------------------------------------------- | --------- | -------------------- |
| Mondo   | 15 novembre 2024 | CD Download digitale Long playing Streaming | Sumerian  | [ 26 ] [ 27 ] [ 28 ] |
| Mondo   | 30 dicembre 2024 | Musicassetta                                | Sumerian  | [ 29 ]               |